# Maria Alexandrovna Blank

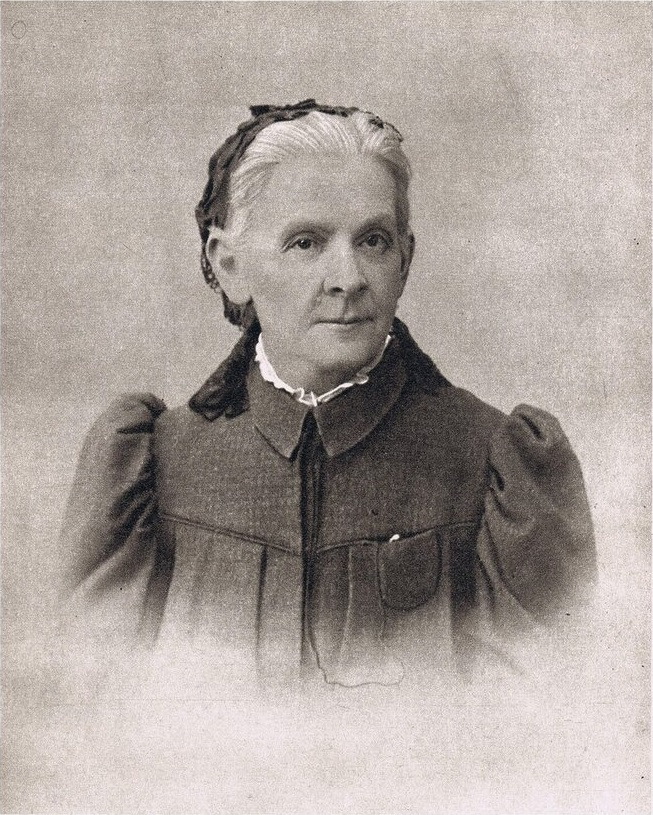
Maria Alexandrovna Ulianova (1835-1916)

Maria Alexandrovna Ulianova (Blank) (în limba rusă Мария Александровна Ульянова (Бланк), n. 22 februarie 1835 (S.N. 6 martie) – d. 25 iulie 1916) a fost mama lui Vladimir Ilici Lenin, a lui Alexandr Ilici Ulianov și a altor patru copii.
Ulianova a fost educată cu institutori particulari. A studiat limba germană, limba franceză, limba engleză și literatura rusă și  vest-europeană. În 1863, Ulianova și-a dat examenele de atestare și a devenit învățătoare pentru școala primară. Ea și-a dedicat cea mai mare parte a vieții copiilor săi, dintre care unii au devenit revoluționari de frunte.
Maria Ulianova a arătat un curaj incredibil și tărie de caracter în fața tragediilor și nenorocirilor care i-au lovit familia de-a lungul timpul: decesul soțului Ilia în 1886, execuția fiului mai mare Alexandr în 1887, decesul fiicei Olga, multiplele arestări și exilul celorlalți copii: Vladimir, Anna, Dmitri și Maria. A fost în străinătate de două ori să se întâlnească cu Vladimir (în vara anului 1902 în Franța și în 1910 în Suedia).